# ساليسيس
بلدية ساليسيس (بالإسبانية: Saelices)‏، هي إحدى بلديات مقاطعة قونكة إحدى مقاطعات إسبانيا، و التي تقع في منطقة قشتالة لا منتشا وسط البلاد, و المائلة لجهة الشرق من إسبانيا.
يبلغ عدد سكانها 648 نسمة وفقاً لإحصائية سنة (2007).